# Estádio Municipal General Aldévio Barbosa de Lemos
Estádio Municipal General Aldévio Barbosa de Lemos – stadion piłkarski w Campo Limpo Paulista, São Paulo (stan), Brazylia, na którym swoje mecze rozgrywa Sport Club Campo Limpo Paulista.